# کاراگینان

ساختار مولکولی انواع گوناگون کاراگینان

کاراگینان (به انگلیسی: Carrageenan) که از خانواده سولفاته خطی پلی‌ساکارید می‌باشد، صمغی است که از جلبک دریایی قرمز استخراج می‌شود. انواع مختلفی از کاراگینان وجود دارد که در پخت‌وپز مورد استفاده قرار می‌گیرد. گونه کاپا کاراگینان بیشتر در خمیر و کره استفاده می‌شود تا حالت ژله‌ای طبیعی ایجاد شود. کاراگینان که یک افزودنی مهم در صنعت غذایی است در ایالات متحده و سایر کشورهای اروپایی مجاز است در حالی که آژانس ایمنی خوراکی در انگلستان به دلیل خطر ایجاد خفگی، مصرف آن را در محصولات شیرین ممنوع اعلام کرده است.

## تاریخچه
عصاره ژلاتینی که از گونه‌ای جُل‌وزغ ( جلبک دریایی) با نام خزه ایرلندی گرفته می‌شود صدها سال است که به عنوان افزودنی‌های مواد غذایی استفاده می‌شود. کاراگینان به عنوان جایگزین ژلاتین در گیاه‌خواری و وگنیسم استفاده می‌شود. نگرانی‌هایی در مورد خطرات سلامتی که بر اثر تأثیر کاراگینان بر غذاها دارد، باعث ایجاد درخواست‌هایی برای حذف این ماده در خوراک‌های زیستی شده‌است.

## انواع
به صورت نمک‌های مختلف یا نمک‌های مخلوط استر سولفات وجود دارد به انواع کاپا، آیوتا و لامبدا تقسیم می‌شود، که هر کدام حلالیت و خواص ژل‌کنندگی متفاوتی دارند نوع کاپا و آیوتا درآب داغ (حرارت بالاتر از ۷۱ درجه سانتی گراد) حل می‌شوند و به ترتیب در حضور کاتیون‌های پتاسیم و کلسیم ژل‌های قابل‌برگشت تشکیل می‌دهند. ژل‌های حاصل از نوع کاپا شکننده بوده و حالت تراوش بیشتری از خود نشان می‌دهد. درحالیکه ژل‌های آیوتا کشسانی و کشش بیشتری داشته و حالت تراوش و سینرسیس از خود نشان نمی‌دهند. نوع لامبدا در آب سرد محلول است ولی ژ ل تشکیل نمی‌دهد. کاپا و آیوتا کاراگینان با پروتئین‌های شیر واکنش نموده و همراه با سایر صمغ‌ها از تراوش آب یا سرم شیر به بیرون جلوگیری می‌کنند. مقدار ۱٪ تا ۳٪ درصد آن باعث تثبیت پروتئین‌های شیر می‌شود و در غلظت ۵/۰ تا ۱ درصد ژل تشکیل می‌دهد. در فراورده‌های لبنی، دسرهای ژله‌ای و ژله‌های کم کالری مصرف می‌شود. درسیستم‌هایی که محیط آن را آب تشکیل می‌دهد ۲/۰ تا ۱ درصد و درسیستم‌های شیر ۰۱/۰ تا ۲۵/۰ درصد کاراگینان توصیه می‌گردد.

## کاراگینان لامبدا
این نوع کاراگینان قادر به تشکیل ژل نمی‌باشند؛ به عبارت دیگر، صرفاً باعث ایجاد قوام و افزایش ویسکوزیته در محصول می‌شوند.

## کاراگینان کاپا
کاراگینان کاپا یک نوع از کاراگینان است که به طور عمده از جلبک‌های دریایی قرمز مانند Eucheuma cottonii و Eucheuma spinosum به دست می‌آید. این نوع کاراگینان به دلیل ویژگی‌های خاصش در صنایع مختلف مورد استفاده قرار می‌گیرد، به ویژه در صنایع غذایی، دارویی و آرایشی و بهداشتی.
کاراگینان کاپا به عنوان یک افزودنی غذایی و رقیق‌کننده در محصولاتی مانند پودر پاکتی، پودر شیرینی، پودر ژله، بستنی، پنیر، سس‌ها و انواع آب‌میوه‌ها استفاده می‌شود. این کاراگینان به دلیل قابلیت تشکیل ژل در حضور کاتیون‌های دوگانه مانند کلرید کلسیم یا سدیم آلژینات مورد استفاده قرار می‌گیرد.
علاوه بر صنایع غذایی، کاراگینان کاپا در صنایع دارویی نیز استفاده می‌شود. این ماده به عنوان روانکننده، پایدارکننده و حامل دارو در تولید قرص‌ها و کپسول‌های دارویی مورد استفاده قرار می‌گیرد.
در صنایع آرایشی و بهداشتی نیز کاراگینان کاپا به عنوان روان‌کننده، ماندگارکننده و پایدارکننده در تولید محصولات مانند شامپو، کرم‌های پوست، و گرم‌کننده‌های مو مورد استفاده قرار می‌گیرد.
به طور کلی، کاراگینان کاپا به عنوان یک ماده پلی‌ساکاریدی با خصوصیات منحصر به فرد خود، در صنایع مختلفی مورد استفاده قرار می‌گیرد و نقش مهمی در تولید محصولات متنوع با کیفیت بالا دارد.

## کاراگینان لوتا
کاراگینان لوتا یک نوع از کاراگینان است که از جلبک‌های دریایی قرمز مانند Chondrus crispus به دست می‌آید. این نوع کاراگینان به عنوان یک ماده پلی‌ساکاریدی با خواص ژل‌سازی و روان‌کنندگی قابل توجه در صنایع مختلف استفاده می‌شود.
کاراگینان لوتا به دلیل ویژگی‌های خود، به عنوان یک افزودنی موثر در صنایع غذایی، دارویی، آرایشی و بهداشتی مورد استفاده قرار می‌گیرد. در زیر، مهمترین کاربردهای کاراگینان لوتا را می‌توان بررسی کرد:
۱. صنایع غذایی: کاراگینان لوتا به عنوان یک افزودنی غذایی در محصولاتی مانند پودر پاکتی، پودر ژله، آب‌میوه‌ها، بستنی، پنیر و سس‌ها استفاده می‌شود. این ماده به دلیل قابلیت تشکیل ژل و رقیق‌کنندگی، بهبوددهنده ماندگاری و بازدارنده از افتکار محصولات غذایی مورد استفاده قرار می‌گیرد.
۲. صنایع دارویی: در صنایع دارویی، کاراگینان لوتا به عنوان یک روانکننده، پایدارکننده و حامل دارو در تولید قرص‌ها، کپسول‌های دارویی و سایر فرآورده‌های دارویی استفاده می‌شود.
۳. صنایع آرایشی و بهداشتی: این نوع کاراگینان به عنوان یک ماده روانکننده، ماندگارکننده و پایدارکننده در تولید محصولات آرایشی و بهداشتی مانند شامپو، کرم‌های پوست و گرم‌کننده‌های مو مورد استفاده قرار می‌گیرد.
به طور کلی، کاراگینان لوتا به دلیل خواص ژل‌سازی، روانکنندگی و پایدارکنندگی خود، در صنایع مختلف به عنوان یک افزودنی موثر و مورد استفاده قرار می‌گیرد.

## نگارخانه

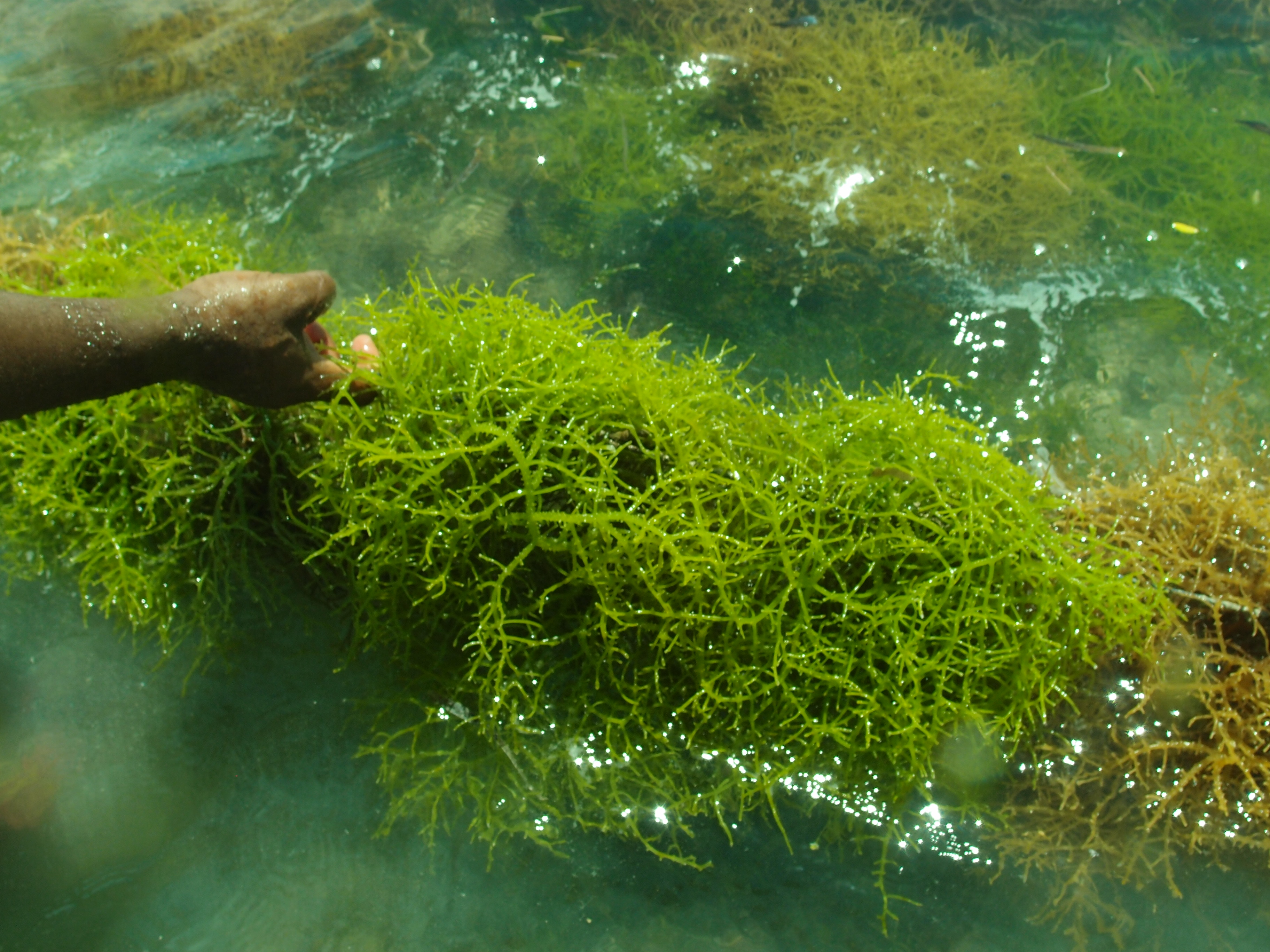
استحصال کاراگینان در زنگبار